# Kelly Sheridan
Kelly Sheridan (* 19. Mai 1977 in Ottawa) ist eine kanadische Synchronsprecherin.
Sheridan hat bei zahlreichen Produktionen mitgewirkt, unter anderem bei Barbie und das Geheimnis von Oceana, Barbie und Die Drei Musketiere und Barbie präsentiert Elfinchen.

## Leben
Bereits in jungen Jahren begann Kelly Sheridan mit der professionellen Arbeit als Synchronsprecherin. Über ein Jahrzehnt arbeitete sie für Mattel und lieh Barbie in zahlreichen Animationsfilmen des Unternehmens ihre Stimme. Zudem ist sie bei verschiedenen Werbekampagnen tätig, u. a. für McDonald’s und Best Buy.
Sheridan hat an der Simon Theatre University einen Bachelor of Fine Arts (BFA) in Theaterwissenschaften erworben. Des Weiteren ist sie Absolventin des renommierten Arts Club Intensive für Theaterfachleute.

## Synchronrollen (Auswahl)

### Filme
- 1991: Silent Möbius (Sairento mebiusu) … als Yuki Saiko
- 1991: Ranma ½: The Movie, Big Trouble in Nekonrin, China (Ranma ½: Chûgoku Nekonron daikessen! Okite yaburi no gekitô hen) … als Ukyo Kuonji
- 1992: Sairento mebiusu 2 … als Yuki Saiko
- 1992: Ranma ½: The Movie 2, Nihao My Concubine (Ranma ½: Kessen Tôgenkyô! Hanayome o torimodose!!) … als Ukyo Kuonji
- 1995: Little Orphan Annie's A Very Animated Christmas (Kurzfilm) … als Annie (Teenager)
- 2000: Escaflowne … als Hitomi Kanzaki
- 2001: Barbie in: Der Nussknacker (Barbie in the Nutcracker) … als Clara
- 2001: InuYasha – Affections Touching Across Time (InuYasha: Toki o koeru omoi) … als Sango
- 2002: Barbie als Rapunzel (Barbie as Rapunzel) … als Barbie und Rapunzel
- 2002: InuYasha – The Castle Beyond the Looking Glass (InuYasha: Kagami no naka no mugenjo) … als Sango
- 2003: Barbie in: Schwanensee (Barbie of Swan Lake) … als Barbie und Odette
- 2003: My little Pony: A Charming Birthday … als Cotton Candy
- 2003: InuYasha – Swords of an Honorable Ruler (Inuyasha: Tenka hadou no ken) … als Sango
- 2004: Jammin' in Jamaica … als Barbie und Lexa
- 2004: My Scene: Masquerade Madness … als Barbie
- 2004: Barbie als die Prinzessin und das Dorfmädchen (Barbie as the Princess and the Pauper) … als Prinzessin Anneliese und Erika
- 2004: InuYasha – Fire on the Mystic Island (InuYasha: Guren no Houraijima) … als Sango
- 2005: Barbie: Fairytopia … als Elina und Meerjungfrau #2
- 2005: My Little Pony – Wahre Freundschaft (My Little Pony: Friends Are Never Far Away) … als Cotton Candy und Coconut Grove
- 2005: My Scene erobert Hollywood – Der Film (My Scene Goes Hollywood: The Movie) … als Barbie
- 2005: Barbie und der geheimnisvolle Pegasus (Barbie and the Magic of Pegasus) … als Prinzessin Annika, Troll und Ehefrau #3
- 2005: My Little Pony: A Very Minty Christmas … als Cotton Candy
- 2006: My Little Pony: The Princess Promenade … als Cotton Candy
- 2006: My Little Pony: Pinkie Pie and the Lady Bug Jamboree … als Tinka-Tinka-Too
- 2006: Barbie – Fairytopia: Mermaidia … als Elina
- 2006: Das Barbie Tagebuch (The Barbie Diaries) … als Barbie
- 2006: My Little Pony: The Runaway Rainbow … als Cotton Candy
- 2006: Bratz Babyz: The Movie … als Miss Calabash
- 2006: Barbie in: Die 12 tanzenden Prinzessinnen (Barbie in: The 12 Dancing Princesses) … als Genevieve
- 2007: Barbie – Fairytopia: Die Magie des Regenbogens (Barbie – Fairytopia: Magic of the Rainbow) … als Elina
- 2007: Barbie als Prinzessin der Tierinsel (Barbie as the Island Princess) … als Rosella / „Ro“
- 2007: Betsy Bubblegum's Journey Through Yummi-Land … als Rachel Raspberry Swirl
- 2007: Pinkie Pie's Special Day (Kurzfilm) … als Cheerilee
- 2008: Bratz Girlz Really Rock … als Kaycee
- 2008: Barbie: Mariposa (Barbie: Mariposa and her Butterfly Fairy Friends) … als Elina
- 2008: Barbie und die drei Musketiere (Barbie and the Three Musketeers) … als Corinne
- 2008: Barbie und das Diamantschloss (Barbie and the Diamond Castle) … als Barbie und Delia
- 2008: Barbie in: Eine Weihnachtsgeschichte (Barbie in: A Christmas Carol) … als Barbie
- 2009: Barbie präsentiert: Elfinchen (Barbie Presents: Thumbelina) … als Barbie
- 2009: My Little Pony: Waiting for the Winter Wishes Festival … als Cheerilee
- 2009: My Little Pony – Der Stern der Wünsche (My Little Pony: Twinkle Wish Adventure) … als Cheerilee und Pony #1
- 2009: Sing Along with Barbie … als Barbie
- 2010: Barbie und das Geheimnis von Oceana (Barbie in: A Mermaid Tale) … als Merliah
- 2010: Care Bares to the Rescue … als unbekannt
- 2010: Gekijouban Kidou senshi Gandamu 00: A wakening of the trailblazer … als Louise Halevy
- 2010: Care Bears: The Giving Festival Movie … als unbekannt
- 2011: Barbie und das Geheimnis von Oceana 2 (Barbie in: A Mermaid Tale 2) … als Merliah
- 2012: Barbie: Die Prinzessin und der Popstar (Barbie: The Princess and the Popstar) … als Prinzessin Tori
- 2013: Barbie in: Die verzauberten Ballettschuhe (Barbie in: The Pink Shoes) … als Kristyn
- 2013: Wolverine: Origin … als Mrs. Hopkins, Elizabeth Howlett und Mary
- 2013: Barbie – Mariposa und die Feenprinzessin (Barbie: Mariposa and the Fairy Princess) … als Mariposa
- 2013: Barbie und ihre Schwestern im Pferdeglück (Barbie & Her Sisters in a Pony Tale) … als Barbie
- 2014: Barbie – Die magischen Perlen (Barbie: The Pearl Princess) … als Lumina
- 2014: Barbie und die geheime Tür (Barbie and the Secret Door) … als Alexa
- 2014: Monster Beach … als Widget
- 2015: Barbie in: Die Super-Prinzessin (Barbie in: Princess Power) … als Kara
- 2015: Barbie – Eine Prinzessin im Rockstar Camp (Barbie in: Rock 'N Royals) … als Prinzessin Courtney und Svetlana Petranova
- 2015: My Little Pony: Equestria Girls – Freundschaftsspiele (My Little Pony: Equestria Girls – Friendship Games) … als Indigo Zap
- 2015: Barbie und ihre Schwestern in: Das große Hundeabenteuer (Barbie & Her Sisters in: The Great Puppy Adventure) … als Barbie
- 2016: Sausage Party – Es geht um die Wurst (Sausage Party) … als Roberta Bun, Traube #2 und weibliche Kundin #2
- 2017: Young George and the Dragon … als Bäcker
- 2018: Henchmen … als zusätzliche Stimmen
- 2022: Young George 2: No Dragons Allowed! … als Bäcker

### Serien
- 1989–1990: Ranma ½ … als Ukyo Kuonji
- 1989: Leo – Der kleine Löwenkönig (Shinsaku jungle taitei, Episode 1x01) … als unbekannt
- 1990–1995: The Legend of the Dog Warriors: The Hakkenden (Hakkenden shin sho, Miniserie) … als Hamaji
- 1990–1991: Ranma ½ Enthusiasm (Ranma ½: Nettô-hen, 16 Episoden) … als Ukyo Kuonji
- 1991: Captain Zed und die Traumpatrouille (Captain Zed and the Zee Zone, 13 Episoden) … als unbekannt
- 1992: Mein kleines Pony (My Little Pony Tales, 13 Episoden) … als Melody
- 1993–1994: Madeleines neue Abenteuer (Madeline, 20 Episoden) … als Danielle
- 1993–1996: Ranma Nibun no Ichi (Miniserie, 7 Episoden) … als Ukyo Kuonji
- 1994: Conan und seine tapferen Freunde (Conan and the Young Worriors, 13 Episoden) … als Brynne
- 1994–1995: Mega Man: Upon a Star (Miniserie, 3 Episoden) … als Akane Kobayashi
- 1995–1996: Action Man (26 Episoden) … als verschiedene Charaktere
- 1996: The Vision of Escaflowne (Tenkû no Esukafurône, 26 Episoden) … als Hitomi Kanzaki
- 1996: Hana yori dango (20 Episoden) … als Tsukushi Makino
- 1996: Billy the Cat (Episode 1x01) … als Queenie
- 1997: Salty's Lighthouse (Episode 1x01) … als unbekannt
- 1998: Silent Möbius (Sairento mebiusu, 26 Episoden) … als Yuki Saiko
- 1998: Eat-Man '98 (2 Episoden) … als Naomi
- 1999: Shishunki Bishoujo Gattai – Robo Z-MIND (Miniserie) … als Ayame
- 1999: Tenamonya Voyagers (Miniserie, 4 Episoden) … als Maako
- 1999–2000: Merutiransâ (Miniserie) … als Sylvia Nimrod
- 1999–2000: Toraburu chokorêto (18 Episoden) … als Red Bean
- 1999–2000: Mugen no rivaiasu (26 Episoden) … als Juli Bahana
- 1999–2001: Monster Rancher (Monster Farm: Enbanseki no himitsu, 3 Episoden) … als Tama, Colt und Undine
- 2000–2006: Hamtaro – Kleine Hamster, große Abenteuer (Tottoko Hamutaro) … als Hillary
- 2000–2002: Mimis Plan (What About Mimi?, 38 Episoden) … als unbekannt
- 2000–2003: CardCaptors (31 Episoden) … als Nikki
- 2000–2003: Dragon Ball Z (14 Episoden) … als West Supreme Kai, Erasa und Schauspielerin
- 2001: Arjuna Erdenmädchen (Chikyû shôjo Arjuna, Miniserie) … als Mädchen in der Kabine und Schülerin
- 2001: The SoulTaker (6 Episoden) … als Maya Misaki
- 2001: Hikaru No Go (2 Episoden) … als Harumi Ichikawa
- 2001: Project ARMS (5 Episoden) … als Maya Tomoe
- 2001: Zoids: New Century (Kijû shinseiki Zoid, 26 Episoden) … als Leena Toros
- 2001–2004: InuYasha (138 Episoden) … als Sango
- 2002–2008: My Scene … als Barbie
- 2002: Transformers: Armada (Chō Robot Seimeitai Transformers: Micron Densetsu, Episode 1x11) … als Hologramm-Mädchen
- 2002: Yakkity Yak (2 Episoden) … als unbekannt
- 2002: Kelly Dream Club (2 Episoden) … als Barbie
- 2002–2003: X-Men: Es geht weiter (X-Men: Evolution, 10 Episoden) … als Scarlet Witch und Wanda Maximoff
- 2002–2004: MegaMan: NT Warrior (27 Episoden) … als Sal
- 2003: Master Keaton … als Anna (Kind)
- 2003: Sumeba Miyako no Cosmos-sô suttoko taisen Dokkoidâ (11 Episoden) … als Kurika Kurinohana, Clicker und Mrs. Tanaka
- 2003: Popotan (Miniserie, 3 Episoden) … als Asuka
- 2003, 2005: My Little Pony (2 Episoden) … als Cotton Candy
- 2003–2006: Martin Mystery (66 Episoden) … als Diana Lombard
- 2005: Dragon Tales (Episode 3x26) … als Miss Tipps und Sycamore Tree
- 2005: Stâshippu operêtâzu (13 Episoden) … als Sinon Kouzuki
- 2005–2006: Krypto, der Superhund (Krypto the Superdog, 13 Episoden) … als Ms. Diana, Mammoth Mutt und Lois Lane
- 2006: Shakugan no Shana (2 Episoden) … als Geheimer Jäger
- 2006: Ayakashi – Samurai Horror Tales (Ayakashi, 6 Episoden) … als Kayo und Susuki
- 2006: .hack//Roots (26 Episoden) … als Shino
- 2006: Black Lagoon (3 Episoden) … als Jane
- 2006: Saiunkoku monogatari (18 Episoden) … als Shurei Hong
- 2006–2007: Nana (34 Episoden) … als Nana „Hachiko“ Komatsu
- 2006–2007: Demashita! Powerpuff Girls Z (11 Episoden) … als Princess Morbucks
- 2006–2008: Class of the Titans (46 Episoden) … als Theresa
- 2007: Tom & Jerry auf wilder Jagd (Tom and Jerry Tales, Episode 2x06) … als Miss Shapely
- 2007–2008: Care Bears: Adventures in Care-A-Lot (22 Episoden) … als Surprise Bear und zusätzliche Stimmen
- 2007–2009: Mobile Suit Gundam 00 (Kidô Senshi Gundam 00, 40 Episoden) … als Louise Halevy
- 2008: A Kind of Magic – Eine magische Familie (A Kind of Magic, Episode 1x01) … als Willow und Cindy
- 2008: Bratz (12 Episoden) … als Kaycee, Dagmar und Attorney
- 2008: Kurozuka (9 Episoden) … als Rai
- 2009: Lei Su Deng Shandian Chong Xian (7 Episoden) … als Heather
- 2009–2010: InuYasha: The Final Act (InuYasha: Kanketsu-hen, 26 Episoden) … als Sango
- 2010: Hero: 108 (26 Episoden) … als Mystique Sonia, menschliche Frau und Rosefinch
- 2010: Totally Spies (Episode 5x14) … als Diana Lombard
- 2010: Teen Days (Episode 1x20) … als Isabel
- 2011: Rekkit Riesenhase (Rekkit the Rabbit, 77 Episoden) … als unbekannt
- 2012: Dino-Zug (Dinosaur Train, 2 Episoden) … als Olivia Oviraptor
- 2012–2022: Ninjago: Meister des Spinjitzu (Ninjago: Masters of Spinjitzu, 14 Episoden) … als Gayle Gossip, Oranger Ninja und weibliche Pflegekraft
- 2013: Inhumans (Miniserie) … als Crystal, Kalikya und Nahrees
- 2014: Eternals (Miniserie, 10 Episoden) … als Sersi, Wasp und Grace Darling
- 2014: World Trigger (Episode 1x01) … als Mizunuma
- 2014–2017: LoliRock (52 Episoden) … als Praxina
- 2015: Pirate Express (4 Episoden) … als Amazonen, Marie Celeste und Parthenope
- 2015–2019: My Little Pony – Freundschaft ist Magie (My Little Pony: Friendship Is Magic) … als Starlight Glimmer, Pony-Schüler #1 und Lieferpony #2
- 2016–2017: Dinotrux (7 Episoden) … als Blayde und Ankylodump #2
- 2017: Nils Holgersson (5 Episoden) … als unbekannt
- 2017: My Little Pony: Equestria Girls Specials (Miniserie, Episode 1x03) … als Starlight Glimmer und Kunde im Einkaufszentrum
- 2017:Geronimo Stilton (2 Episoden) … als Jessica Fitzbrain und Diva Parmesani
- 2017–2018: Nina's World (2 Episoden) … als Captain Kayla
- 2017–2018: Beyblade Burst (23 Episoden) … als Ange Lopez, Chiharu Aoi und Momoko Ogi
- 2018–2020: My Little Pony: Friendship Is Forever (Miniserie, 6 Episoden) … als Starlight Glimmer
- 2018–2021: 16 Hudson (7 Episoden) … als Sara, Sheila und Köchin Maria
- 2019: Superbuch (Superbook, Episode 5x01) … als Jochebed
- 2020: Ninjago: Prime Empire Original Shorts (Miniserie, Episode 1x06) … als Gayle Gossip
- 2020: Monster Beach (35 Episoden) … als Widget, Murmurmaid #1 und Braut
- 2020–2021: Dragon Quest: The Adventure of Dai (10 Episoden) … als Leona
- 2020–2021: Yashahime: Princess Half-Demon (Hanyô no Yashahime, 4 Episoden) … als Sango
- 2020–2024: Polly Pocket (6 Episoden) … als Rosanne, Maxine Morningside, Margot Monrovia und zusätzliche Stimmen
- 2021: Johnny Test (Episode 1x04) … als Alicia
- 2023–2024: LEGO Friends: Das nächste Kapitel (Lego Friends: The Next Chapter, 4 Episoden) … als Stephanie
- 2023–2025: Ninjago: Aufstieg der Drachen (Ninjago: Dragons Rising, 8 Episoden) … als Kreel, Arin's Mom und zusätzliche Stimme
- 2024: Ninjago Dragons Rising: The Elemental Mechs (Miniserie, Episode 1x01) … als Kreel
- 2024: Jonny Jetboy (Episode 1x13) … als Ticket Taking Bot
- 2024: Young George Series (2 Episoden) … als Lady Amelia

### Videospiele
- 1999: M.U.G.E.N. … als unbekannt
- 2004: InuYasha: Jûso no kamen … als Sango
- 2005: InuYasha: Ôgi ranbu … als Sango
- 2007: Gandamu musou … als Roux Louka
- 2007: Barbie as the Island Princess … als Rosella / „Ro“
- 2008: Gandamu musô 2 … als Roux Louka
- 2009: Barbie and the Three Musketeers … als Corinne
- 2010: Dynasty Warriors: Gundam 3 … als Roux Louka
- 2015: Barbie and Her Sisters: Puppy Rescue … als Barbie
- 2018: Doragaria rosuto … als Mym, Verica und Xania
- 2023: Infinity Strash: Dragon Quest – The Adventure of Dai … als Leona
- 2024: The Thaumaturge … als Alice Gordon und Anastazja

## Auszeichnungen
| Preisverleihung | Kategorie                                                                  | Resultat  | Datum |
| --- | -------------------------------------------------------------------------- | --------- | ----- |
| Video Premiere Award der DVD Exclusive Awards für Barbie in: Der Nussknacker, zusammen mit Michael Ferraro und Gino Nichele | Best Animated Character Performance                                        | Nominiert | 2001  |
| Leo Award für Barbie und das Geheimnis von Oceana 2 | Best Performance in an Animation Program or Series                         | Nominiert | 2012  |
| BTVA Anime Dub Television/OVA Voice Acting Award für InuYasha: Kanketsu-hen, zusammen mit Richard Ian Cox, Kira Tozer, Kirby Morrow, Jillian Michaels, Paul Dobson, Willow Johnson, Scott McNeil, Michael Daingerfield, Janyse Jaud und Don Brown | Best Vocal Ensemble in an Anime Television Series/OVA                      | Nominiert | 2013  |
| BTVA Anime Dub Television/OVA Voice Acting Award für ihre Synchronrolle als Sango in InuYasha: Kanketsu-hen | Best Female Lead Vocal Performance in an Anime Television Series/OVA       | Nominiert | 2013  |
| BTVA Special/DVD Voice Acting Award für Barbie in: Die Superprinzessin, zusammen mit Britt Irvin, Michael Kopsa, Rebecca Husain, Kira Tozer, Patricia Drake, Michael Adamthwaite, David Kaye, Gabe Khouth und Kathleen Barr                       | Best Vocal Ensemble in a TV Special/Direct-to-DVD Title or Short           | Nominiert | 2016  |
| BTVA Special/DVD Voice Acting Award für ihre Synchronrolle als Kara / Super Sparkle in Barbie in: Die Superprinzessin | Best Female Vocal Performance in a TV Special/Direct-to-DVD Title or Short | Gewonnen  | 2016  |
| BTVA Television Voice Acting Award für ihre Synchronrolle als Starlight Glimmer in My Little Pony – Freundschaft ist Magie | Best Female Vocal Performance in a Television Series in a Supporting Role  | Nominiert | 2017  |